# Mollinedia engleriana
Mollinedia engleriana är en tvåhjärtbladig växtart som beskrevs av Janet Russell Perkins. Mollinedia engleriana ingår i släktet Mollinedia och familjen Monimiaceae. Inga underarter finns listade i Catalogue of Life.